# Anthony Indelicato
Anthony Indelicato, detto Bruno e anche Whack-Whack (New York, 4 marzo 1947), è un mafioso statunitense, consigliere della famiglia Bonanno di New York dal 2023.
Nel novembre 1987, Indelicato fu condannato a 40 anni di carcere e a una multa di 50.000 dollari per aver preso parte all’omicidio di Carmine Galante, avvenuto nel luglio 1979. Fu rilasciato nel 1998. Nel dicembre 2008 fu nuovamente condannato, questa volta a 20 anni di reclusione, per il coinvolgimento nell’omicidio di Frank Santoro, affiliato della famiglia Bonanno, ucciso nel febbraio 2001. Scontò quasi 14 anni di pena. Dopo la scarcerazione, Indelicato venne riaccolto nei ranghi della famiglia e, intorno al 2023, fu nominato nuovo consigliere dei Bonanno.
Nel 1981, suo padre, Alphonse "Sonny Red" Indelicato, capodecina dei Bonanno, fu assassinato insieme ad altri due capitani mentre tentavano di deporre il boss della famiglia, Philip Rastelli. L’omicidio del padre fu rappresentato nel film Donnie Brasco del 1996, dove il ruolo di Sonny Red fu interpretato da Robert Miano, affiancato da Michael Madsen, Al Pacino e Johnny Depp. Anthony Indelicato fu invece interpretato da Brian Tarantina.

## Biografia
Anthony Indelicato è figlio di Alphonse "Sonny Red" Indelicato, influente capodecina della famiglia Bonanno. È sposato con Catherine Burke, figlia di Jimmy Burke, noto associato della famiglia criminale Lucchese.

## Carriera criminale
Nel 1979, Anthony Indelicato prese parte all’omicidio del boss dei Bonanno, Carmine Galante. Con il boss ufficiale Philip Rastelli incarcerato, Galante aveva assunto di fatto il controllo della famiglia all’inizio degli anni ’70. La sua ambizione e brutalità gli attirarono numerosi nemici, sia all’interno della famiglia Bonanno che tra le altre famiglie mafiose di New York.
La Commissione mafiosa diede infine il via libera a un gruppo di capi Bonanno per pianificare l’eliminazione di Galante. Il 12 luglio 1979, Galante si recò al ristorante italo-americano Joe and Mary’s, nel quartiere Bushwick di Brooklyn, per pranzare. Mentre era seduto nel patio, fu assassinato da tre sicari, insieme ad altri due uomini che erano al tavolo con lui.
Come ricompensa per il suo ruolo nell’esecuzione di Galante, Indelicato fu promosso al rango di capodecina.

### La famiglia Bonanno
Dopo l’omicidio di Carmine Galante, all’interno della famiglia Bonanno scoppiò una violenta lotta per il potere tra due fazioni rivali. Da una parte c’erano i capi Dominick Napolitano e Joseph Massino, fedeli al boss incarcerato Philip Rastelli. Dall’altra, il gruppo guidato da Alphonse "Sonny Red" Indelicato, insieme a Philip Giaccone e Dominick Trinchera, che intendevano eliminare i leader della fazione opposta per prendere il controllo della famiglia.
Ottenuto il permesso dalla Commissione mafiosa, Massino organizzò un’imboscata per eliminare per primi i capi rivali. Il 5 maggio 1981, Alphonse Indelicato, Giaccone e Trinchera furono assassinati durante un finto incontro, al quale Anthony Indelicato scampò poiché non vi partecipò.
Dopo l’eccidio, Napolitano si rivolse a Donnie Brasco - che intendeva far "inserire" ufficialmente nella famiglia - per uccidere Anthony Indelicato. Tuttavia, Brasco era in realtà un agente dell’FBI sotto copertura, il cui vero nome era Joseph Pistone. Poco dopo che gli fu assegnato l’incarico, l’operazione venne interrotta e Napolitano fu informato dell’infiltrazione.
Nel frattempo, Frank Lino - che era stato invitato all’incontro al posto di Anthony e riuscì a sopravvivere alla strage - passò rapidamente dalla parte di Massino.

## Arresto e condanna
Il 19 novembre 1986, Anthony Indelicato fu riconosciuto colpevole dell’omicidio di Carmine Galante, avvenuto nel 1979, nel corso del celebre processo alla Commissione mafiosa. Il 13 gennaio 1987, fu condannato a 40 anni di carcere e a una multa di 50.000 dollari.
Poco dopo il suo trasferimento nella prigione federale di Lewisburg, in Pennsylvania, Indelicato conobbe Catherine Burke, che si trovava lì in visita a un amico detenuto, il mafioso John Carneglia. Nel 1992, Indelicato e Catherine si sposarono all’interno del carcere federale di Terre Haute, in Indiana.
Nel 1998, Indelicato fu rilasciato sulla parola.

### L'omicidio di Frank Santoro
Nel 2001, Anthony Indelicato partecipò all’omicidio di Frank Santoro, affiliato della famiglia Bonanno, che aveva minacciato di rapire uno dei figli di Vincent "Vinny Gorgeous" Basciano, all’epoca capodecina del clan.
Nel luglio dello stesso anno, Indelicato fu arrestato per violazione della libertà vigilata, dopo essere stato filmato e fotografato dagli investigatori mentre si incontrava con diversi uomini, tra cui lo stesso Basciano.
Nel febbraio 2006, fu formalmente incriminato per omicidio e associazione mafiosa in relazione all’uccisione di Santoro.
Nell’agosto 2008, Indelicato si dichiarò colpevole di omicidio e, il 16 dicembre dello stesso anno, fu condannato a 20 anni di reclusione in un carcere federale. Venne detenuto presso la Federal Correctional Institution di Danbury e fu rilasciato il 20 maggio 2022.

## Nella cultura popolare
Nel film Donnie Brasco del 1997, il ruolo di Anthony Indelicato è stato interpretato dall’attore Brian Tarantina.